# مادلين بيب
مادلين بيب (بالإنجليزية: Madeleine Pape)‏ هي منافسة ألعاب القوى أسترالية، ولدت في 24 فبراير 1984 في ملبورن في أستراليا.

## وصلات خارجية
- مادلين بيب على موقع الاتحاد الدولي لألعاب القوى (الإنجليزية)
- مادلين بيب على موقع النتائج التاريخية لألعاب القوى الأسترالية (الإنجليزية)
- مادلين بيب على موقع أوليمبيديا (الإنجليزية)
- مادلين بيب على موقع اللجنة الأولمبية الأسترالية (الإنجليزية)